# Confrontos entre Fortaleza e Icasa no futebol
Fortaleza e Icasa são dois times que disputam um clássico entre a capital e o interior do estado do Ceará.

## História
O confronto entre Fortaleza e Icasa começou a ganhar contornos de clássico a partir dos anos 2000, com o crescimento da equipe do interior no cenário estadual. Em 2005, os clubes fizeram pela primeira vez a final do Campeonato Cearense, fato que se repetiu em 2007 e 2008, sempre com título para o Tricolor. Em 2005 e 2008, as duas equipes decidiram um dos turnos do Campeonato Estadual, com um triunfo para cada lado.
Em 2012 e 2015, as equipes se encontraram também em uma competição nacional, no Campeonato Brasileiro - Série C. Nos dois anos, o Fortaleza derrotou o Verdão do Cariri em todos os duelos.
O histórico do confronto leva em conta também os duelos envolvendo o Icasa Esporte Clube, clube extinto em 1998.

## Confrontos

### Anos 2010
| Data                    | Torneio  | Estádio           | Casa      | Visitante | Placar | Gols (casa)                                                         | Gols (visitante)                                      |
| ----------------------- | -------- | ----------------- | --------- | --------- | ------ | ------------------------------------------------------------------- | ----------------------------------------------------- |
| 20 de fevereiro de 2011 | Cearense | Alcides Santos    | Fortaleza | Icasa     | 5–1    | Gilmak 22', Régis 62', Bismarck 66', Tatu 77', Reginaldo Júnior 82' | Marciano 40'                                          |
| 24 de abril de 2011     | Cearense | Romeirão          | Icasa     | Fortaleza | 3–2    | Marciano 55', 83', Fábio Lopes 89'                                  | Guto 68', 84'                                         |
| 15 de fevereiro de 2012 | Cearense | Romeirão          | Icasa     | Fortaleza | 1–2    | Bismark 29'                                                         | Rômulo 54', Geraldo 70'                               |
| 1 de abril de 2012      | Cearense | Presidente Vargas | Fortaleza | Icasa     | 2–0    | Geraldo 40', Jailson 90'                                            |                                                       |
| 19 de agosto de 2012    | Série C  | Romeirão          | Icasa     | Fortaleza | 0–2    |                                                                     | Jailson 36', Geraldo 59' (pen)                        |
| 21 de outubro de 2012   | Série C  | Presidente Vargas | Fortaleza | Icasa     | 1–0    | Assisinho 64'                                                       |                                                       |
| 7 de março de 2013      | Cearense | Romeirão          | Icasa     | Fortaleza | 0–2    |                                                                     | Jailson 15', Assisinho 74'                            |
| 28 de abril de 2013     | Cearense | Alcides Santos    | Fortaleza | Icasa     | 3–0    | Assisinho 4', 43', Ney Carioca 61'                                  |                                                       |
| 14 de janeiro de 2014   | Cearense | Arena Castelão    | Fortaleza | Icasa     | 2–0    | Edinho 22', Robert 41'                                              |                                                       |
| 19 de fevereiro de 2014 | Cearense | Romeirão          | Icasa     | Fortaleza | 0–0    |                                                                     |                                                       |
| 1 de março de 2014      | Cearense | Presidente Vargas | Fortaleza | Icasa     | 2–1    | Robert 34', Edinho 85'                                              | Jônatas 90'                                           |
| 16 de março de 2014     | Cearense | Romeirão          | Icasa     | Fortaleza | 0–3    |                                                                     | Edinho 12', Marcelinho Paraíba 70', Robert 87'        |
| 6 de abril de 2014      | Cearense | Romeirão          | Icasa     | Fortaleza | 3–1    | Douglas 47', Eduardo Luiz 69', Canga 73'                            | Waldison 30' (pen)                                    |
| 12 de abril de 2014     | Cearense | Presidente Vargas | Fortaleza | Icasa     | 3–1    | Marcelinho Paraíba 44' (pen), Robert 60', 79'                       | Bismark 62'                                           |
| 21 de janeiro de 2015   | Cearense | Romeirão          | Icasa     | Fortaleza | 2–0    | Núbio Flávio 30', Robert 71'                                        |                                                       |
| 7 de fevereiro de 2015  | Cearense | Presidente Vargas | Fortaleza | Icasa     | 1–0    | Lúcio Maranhão 1'                                                   |                                                       |
| 5 de abril de 2015      | Cearense | Romeirão          | Icasa     | Fortaleza | 1–2    | Everton 79'                                                         | Cássio 36', Lúcio Maranhão 86'                        |
| 12 de abril de 2015     | Cearense | Arena Castelão    | Fortaleza | Icasa     | 0–0    |                                                                     |                                                       |
| 17 de maio de 2015      | Série C  | Romeirão          | Icasa     | Fortaleza | 0–2    |                                                                     | Rodrigo Almeida 72', Adalberto 84'                    |
| 1 de agosto de 2015     | Série C  | Arena Castelão    | Fortaleza | Icasa     | 2–0    | Daniel Sobralense 33', Lima 73'                                     |                                                       |
| 27 de janeiro de 2016   | Cearense | Romeirão          | Icasa     | Fortaleza | 0–3    |                                                                     | Daniel Sobralense 48', Dudu Cearense 50', Anselmo 66' |
| 10 de fevereiro de 2016 | Cearense | Presidente Vargas | Fortaleza | Icasa     | 2–0    | Núbio Flávio 28', 75'                                               |                                                       |

### Anos 2020
| Data               | Torneio  | Estádio        | Casa      | Visitante | Placar | Gols (casa)                                                                              | Gols (visitante) |
| ------------------ | -------- | -------------- | --------- | --------- | ------ | ---------------------------------------------------------------------------------------- | ---------------- |
| 17 de maio de 2021 | Cearense | Arena Castelão | Fortaleza | Icasa     | 6–0    | Luiz Henrique 5', Romarinho 18', 59', Lucas Crispim 27', Isaque 83', Matheus Lacerda 88' |                  |